# Lê Việt Muồn
Lê Việt Muồn hay Bô Nhơn (sinh 1928) là người Lào gốc Việt. Ông là một trong 19 chiến sĩ quân tình nguyện của Liên khu 5, Việt Nam được chọn để sang chi viện chiến đấu đánh Pháp giúp quân đội Lào. Ông nguyên là bí thư, tỉnh trưởng tỉnh Sê Kông, ủy viên Ban Chấp hành Trung ương Đảng Nhân dân Cách mạng Lào, phó Ban Tổ chức trung ương Đảng Nhân dân Cách mạng Lào.

## Cuộc đời và sự nghiệp
Lê Việt Muồn sinh năm 1928 tại xã Cẩm Nam, Hội An, Quảng Nam, Việt Nam. Năm 17 tuổi, Lê Việt Muồn tham gia tòng quân lên rừng theo bộ đội Việt Minh. Nhờ gan dạ, không ngại gian khó, nên ngày 19 tháng 8 năm 1948, ông được chọn để cùng 18 thanh niên khác tập trung tại làng Đề An, xã Hành Phước, huyện Nghĩa Hành để làm lễ xuất quân nhận nhiệm vụ làm quân tình nguyện chiến đấu đánh Pháp giúp nhân dân Lào
Sau hàng tháng trời mang nặng tư trang, súng đạn và vượt qua nhiều suối đèo, ông và các đồng đội tình nguyện đã đặt chân lên vùng đất Áttãpư, Xalãvăn, Bôlavên của Hạ Lào. Ông và các chiến sĩ tình nguyện Việt đã thực hiện “3 cùng” với nhân dân Lào, ngày hai buổi ông lên rẫy trồng sắn, tỉa lúa với người dân Lào; tối đến cùng người Lào uống rượu, múa lăm vông. Do khác phong tục tập quán, ngôn ngữ, những thanh niên người Việt như Lê Việt Muôn phải tìm cách hòa đồng, chịu đau đớn cà răng, căng tai, đóng khố, mình trần, chân đất, phơi nắng cho người đen nhẻm và học tiếng Khạ. Ông Muồn cùng đồng đội giúp dân Lào xây dựng cơ sở cách mạng; xây dựng các đội du kích, phát triển lực lượng vũ trang...
Thời gian đầu mới qua Lào, để hoạt động hiệu quả, ông Muồn phải học đọc và viết cho rành tiếng Lào. Ông Muồn đã hóa trang vào vai rất nhiều nghề để dễ hòa nhập cũng như che mắt đối phương. Lê Việt Muồn có lúc là một thầy giáo dạy học hay có lúc là kỹ sư nông nghiệp chỉ cho nông dân làm lúa nước theo kiểu dân Việt Nam. Khi thì ông Muồn lại làm cán bộ phụ trách đoàn thanh niên dạy múa hát cho thanh thiếu niên, đôi khi lại là một kỹ sư cầu đường vận động người dân Lào Thơng, Lào Lum...mở đường. Nhiệm vụ nào được giao, ông cũng hoàn thành xuất sắc góp phần xây dựng địa bàn các tỉnh Nam Lào, trong đó có tỉnh SêKông trở thành căn cứ cách mạng vững chắc của cả hai nước Việt Nam và Lào.
Một thời gian sau, Lê Việt Muồn lấy vợ là một nữ cán bộ thanh vận huyện Đắc Chưng. Sau khi lập gia đình, ông Muồng trở thành công dân Lào với tên gọi là Bô Nhơn.
Năm 1955, Lê Việt Muồn được kết nạp vào Đảng Nhân dân Cách mạng Lào. Ông đã đóng góp nhiều cho phong trào cách mạng ở các tỉnh Nam Lào. 
Từ năm 1966 đến năm 1975, ông kinh qua các chức vụ cán bộ kinh tế, tài chính, cán bộ tuyên huấn các tỉnh miền Đông (nay là Nam Lào). Bô Nhơn sau đó trở thành Ủy viên Trung ương Đảng Nhân dân cách mạng Lào, được bổ nhiệm làm Bí thư kiêm Tỉnh trưởng Sê Kông. 
Trải qua 2 nhiệm kỳ Bí thư, ông Muồn đã có công rất lớn trong việc phát triển mọi mặt của tỉnh Sê Kông và được người dân yêu quý. Do những đóng góp quan trọng cho chính phủ Lào, Lê Việt Muồn được thăng tiến và giữ chức Phó Trưởng ban Tổ chức Trung ương Đảng Nhân dân cách mạng Lào.

## Gia đình
Ông Lê Việt Muồn nghỉ hưu vào năm 1990. Ông cùng người vợ Lào và các con sống ở bản Nôn Mi Sai, huyện Lạ Màm, tỉnh Sê Kông, Lào. Vợ ông Lê Việt Muồn không biết Tiếng Việt,. Ông bà Muồn có ba người con đều từng qua Việt Nam học tập và nói tiếng Việt giỏi, hiện các con của Bô Nhơn đang công tác trong các cơ quan nhà nước và lực lượng vũ trang tỉnh Sê Kông.. Vì là một nhà lão thành cách mạng của cả hai nước Việt và Lào, nên tuy đã nghỉ hưu, ông vẫn được các phái đoàn của trung ương hay địa phương hai nước đến thăm hỏi thường xuyên.

## Vinh danh
- Huân chương Độc lập hạng Nhì[6]
- Huân chương hữu nghị.[8]